# Давід Родрігес Санчес
Давід Родрігес Санчес (ісп. David Rodríguez Sánchez; нар. 14 лютого 1986, Талавера-де-ла-Рейна) — іспанський футболіст, нападник клубу «Расінг» (Ферроль).

## Ігрова кар'єра
У дорослому футболі дебютував 2004 року виступами за команду «Атлетіко Мадрид Б», в якій провів три сезони. За цей час на правах оренди також захищав кольори клубів «Сьюдад де Мурсія» і «Лас-Пальмас».
Сезон 2007/08 провів у «Саламанці», після чого приєднався до клубу «Сельта Віго», на контракті з яким перебував до 2014 року. У цей період певний час провів в орендах до «Альмерії» і хіхонського «Спортінга».
2014 року уклав контракт з англійським «Брайтон енд Гоув», представником Чемпіонату Футбольної ліги, утім в Англії не за грав і повернувся на батьківщину, де грав за друголігові «Алькоркон», «Осасуну», «Нумансію» та «Расінг» (Сантандер).
У серпні 2020 року узгодив деталі однорічного контракту з «Расінгом» (Ферроль), клубом Сегунди Б.

## Титули і досягнення
- Найкращий бомбардир юнацького (U-17) чемпіонату Європи: 2003 (6 голів)